# سارای لیندر
سارای لیندر (آلمانی: Sarai Linder؛ زادهٔ ۲۶ اکتبر ۱۹۹۹) بازیکن فوتبال زن اهل آلمان است.
از باشگاه‌هایی که در آن بازی کرده است می‌توان به باشگاه فوتبال هوفنهایم اشاره کرد.
وی همچنین در تیم ملی فوتبال زنان آلمان بازی کرده است.
وی در مسابقات کشوری و بین‌المللی در مجموع برندهٔ ۲ مدال برنز شده است.